# معركة عمورية (89 هـ)
معركة عمورية هي معركة حدثت في صيف عام 89 هـ/708 م بين الدولة الأموية بقيادة مسلمة بن عبد الملك وعبد الله البطال بن عمرو وبين الإمبراطورية الرومية البيزنطية بقيادة شمعون حاكم عمورية والبطريرك ورسيب بقرب مدينة عمورية وانتهت بانتصار الجيش الإسلامي الأموي وفتح عمورية.
عندما عَلِم شمعون حاكم عمورية بزحف مسلمة بن عبد الملك إلى عمورية بجيش كان من قاداته محمد بن مروان بن الحكم وعبد الله البطال بن عمرو قام بتجميع أهالي القرى والحصون الصغيرة المجاورة لعمورية وأدخلهم إليها وجمع جيشاً مكوناً من أربعين ألف جندي وأرسله للقاء الجيش الأموي قبل أن يصل لمحاصرة عمورية واستعمل عليه البطريرك ورسيب كقائد، فأرسل مسلمة عبد الله البطال بن عمرو على رأس عشرة آلاف جندي مسلم لمواجهة ورسيب فتواجه الجيشان فتمكن المسلمين من الروم وأكثروا من قتل جنود ورسيب حتى قُتِل ورسيب وهُزِم الجيش. بعد ذلك جهز شمعون جيش قوامه ثمانون ألف جندي وتقدم مسلمة بجيشه لمواجهته فتقاتل الجيشان وكاد أن يُهزم الجيش المسلم وجُرِح أربعة من قاداته من ضمنهم محمد بن مروان وعبد الرحمن بن صعصعة بن صوحان العبدي حتى نزل مسلمة بن عبد الملك من على فرسه فاتبعه الجنود ونزلوا فاختلطوا بالجيش البيزنطي واشتد القتال حتى قُتِل شمعون على يد أحد الجنود المسلمين فهرب جنود الروم بعد ذلك وهُزِموا.
بعدما هُزِم الجيش أسرع الجيش الأموي لباب عمورية ففتحوه رغماً عنهم وقتلوا الجنود الذين قاتلوهم واستولوا على غنائمها.

## الخلفية
بعد آخر حصار للقسطنطينية في عهد معاوية بن أبي سفيان توقفت الحملات العسكرية المسلمة على الروم بسبب الاختلافات التي حدثت بين المسلمين في عهد يزيد بن معاوية ومروان بن الحكم وعبد الملك بن مروان لمدة 14 سنة تقريباً حتى استطاع عبد الملك بن مروان السيطرة على جميع الديار الإسلامية فعادت عام 692 م-73 هـ بمعركة سبياستوبولس التي كانت بقيادة أخيه محمد بن مروان فعاد العرب لما كانوا عليه في عهد معاوية بن أبي سفيان يغزون غزوات الصوائف الشواتي كل صيف وشتاء من كل عام على الإمبراطورية البيزنطية، واشتدت هذه الغزوات في نهاية العقد الثامن والعقد التاسع من القرن الهجري الأول بفضل مسلمة بن عبد الملك الذي كان أمير الغزو في الجبهة الروميّة فكان يغزو الروم كل عام من سنة 86 هـ بعهد أبيه عبد الملك حتى تمكن من حصار القسطنطينية عام 98 هـ بعهد أخيه سليمان بن عبد الملك، وكان يساعده بغزواته ويغزوا معه عمه محمد بن مروان، وأبناء إخوته العباس بن الوليد بن عبد الملك، وعبد العزيز بن الوليد بن عبد الملك، وعمر بن الوليد بن عبد الملك، ومروان بن الوليد بن عبد الملك، وأبناء عمه مثل مروان بن محمد ومحمد بن عبد العزيز بن مروان الذي قُتِل في إحدى غزواته مع مسلمة.
وكان أولى أكبر فتوحات مسلمة فتح طوانة في ربيع 89 هـ/708 م، بعد فتحها انقسم الجيشان بين العباس بن الوليد بن عبد الملك وبين مسلمة فغزا العباس منطقة قيليقية وبعدها توجه لغرب المنطقة فغزا مدينة درولية، وفتح مسلمة اثنين من الحصون قرب طوانة، وبعدها سار للغرب ففتح مدينة نيقوميديا ومدينة هرقلة، وغزت قواته أسكدار الواقعة في القسطنطينية، وقد حدث ذلك بين عامي 89 هـ-90 هـ (ما بين 709 م و710 م).

## المعركة وفتح عمورية
اتفق المؤرخون العرب على أن المعركة حدثت في عام 89 هـ/708 م مثل ابن عساكر  وابن كثير  وخليفة بن خياط  وابن الأثير  والذهبي  وأبو جعفر الطبري، بينما اختلف عنهم أحمد بن أعثم الكوفي الذي زعم أنَّ فتح طوانة وعمورية كانا في عهد عبد الملك بن مروان الذي توفي في عام 86 هـ-705 م.
بعد فتح طوانة وانقسام الجيش وغزوهم لقيليقية ودرولية وأسكدار، وفتحهم لنيقوميديا ومدينة هرقلة، في فصل الصيف من ذات العام غزا مسلمة بن عبد الملك غزوة الصائفة كالعادة فاتجه لمدينة عمورية التي كانت من أهم المدن البيزنطية وأكثرها قوة، فسار في جيش كان من قاداته عمه محمد بن مروان بن الحكم، وعبد الله البطال بن عمرو، وابن عمه محمد بن عبد العزيز بن مروان (أخ الخليفة عمر بن عبد العزيز)، وعبد الرحمن بن صعصعة بن صوحان العبدي، وعبد الله بن الصحابي جرير بن عبد الله البجلي. وقد أخذ مسلمة بن عبد الملك زوجاته وبناته معه إلى ساحة الحرب وأخذ مَن كان معه نساءه أيضاً وكانت من عادة بني أمية أن يحضرون نساءهم إذا قرروا الغزو، ويفعلون ذلك ابتغاء الجد خلال القتال بسبب غيرتهم على محارمهم من النساء، وخلال السير إلى عمورية مر الجيش بمكان يُقال له عقبة بغراس وهو جبل طويل يعبرون طريق صعب من خلاله، وأثناء سيرهم فيه سقط محمل امرأة إلى أسفل الجبل فأمر مسلمة أن ينزلن باقي النساء من محاملهن وأن يكملن الطريق مشياً، فمشين فسُميت تلك العقبة عقبة النساء.
عندما بلغ شمعون حاكم عمورية خبر سير العرب إلى عمورية لغزوها، قام بجمع كل أهالي القرى والحصون والقلاع الصغيرة المجاورة لعمورية وأدخلهم للمدينة وأغلق أسوارها على أهلها. ثم دعا بطريرك من بطارقته يُدعى ورسيب فجمع له شمعون أربعين ألف جندي من جنوده، وأعطاه أربعة رايات على شكل صليب وجعل تحت كل راية عشرة آلاف جندي، وأمره أن يذهب بهم ليُلاقي الجيش الأموي.
سار ورسيب بالجيش ولحقه شمعون بجيش قوامه ثمانون ألف جندي، فوصلت الأخبار لمسلمة بن عبد الملك بحشد الجيوش لمُلاقاته فبدأ يُهيئ جنوده للحرب ويجهزهم فرتبهم في مواضعهم وعبأهم ثم دعا عبد الله البطال فاستعمله على رأس جيش قوامه عشرة آلاف جندي وأمره أن يسبقه للقاء ورسيب وأن يتقدمه ففعل البطال وسار للقاء ورسيب ومن خلفه جيش مسلمة بن عبد الملك، حتى كاد يصل البطال لعمورية فاستقبله ورسيب على رأس أربعين ألف من الجنود فتقارب الجيشان من بعضهم فتقاتلوا فتمكن المسلمين من قتل جنود ورسيب وأكثروا من ذلك.
ومن جهة أُخرى هاجم ورسيب عبد الله البطال وهو لا يعرف من هو بينما كان البطال يعرف أنّه قائد الروم فتحرك إليه فضربه ضربة على مقدمة خوذته فقَدَّت وقطعت الضربة خوذته وأعلى رأسه فخر ورسيب قتيلاً، ثم جال عبد الله البطال في ميدان الحرب وهو يقول:
عند ذلك هُزِم الجيش الرومي، فوصلت الأخبار لشمعون وجيشه سريعاً فلمّا أُخبِر بأن ورسيب قد قُتِل زحف سريعاً بمن معه من الفرسان والمشاة البالغ عددهم جميعاً ثمانون ألف لكي يواجه المسلمين، وأرسل عبد الله البطال لمسلمة يخبره بالنصر وقدوم شمعون فأتى مسلمة مع جماعة من المسلمين، فتقابل جيشه وجيش شمعون فتداعى الفرسان على بعضهم وتقاتلوا فكادت الروم أن تقتل المسلمين وتهزمهم، وقد علق المؤرخ أحمد بن أعثم على ذلك قائلاً: «استبشر المسلمون بما وعدهم الرحمن، من الخلود في الجنان.» 
أثناء ذلك تقدم القائد عبد الرحمن بن صعصعة بن صوحان العبدي أمام المسلمين، وهو يقول من الشعر:
ثم تقدم وهجم على جنود الروم فقاتل لمدة ثم عاد مجروحاً، فتقدم القائد عبد الله بن الصحابي جرير بن عبد الله البجلي، وهو يقول:
ثم هاجم الروم بشراسة فقاتل حتى رجع مجروحاً، ثم تقدم محمد بن مروان بن الحكم أخ عبد الملك وعم مسلمة، وهو يقول:
ثم تقدم فقاتل الروم فتحرك إليه قائد الروم شمعون بنفسه فطعنه طعنة قوية بسيفه فجُرِح محمد فعاد لصف الجيش المسلم بسبب جرحه، فتقدم ابن أخيه محمد بن عبد العزيز بن مروان، وهو يقول:
ثم هجم عليهم فقاتل لمدة طويلة حتى رجع للجيش المسلم مجروحاً، بعدما رأى مسلمة بن عبد الملك ما يحل بالمسلمين من الهزيمة ثارت ثائرته فنزل عن فرسه التي كان يمتطيها فلمّا رأى المسلمين ما فعل نزلوا معه من على دوابهم فتقدم مسلمة وهجم على الجيش الرومي ماشياً فلحقه جنوده فاختلط الجيشان وحمى الوطيس واقتتلوا قتالاً شديداً، واشتدت المعركة فصبر المسلمين بعضهم بعضاً حتى صاح صائح من جنود الجيش الأموي قائلاً: «أيها الأمير! البُشرى فقد قتل الله شمعون»، فلمّا سمعه مسلمة بن عبد الملك كبر وكبر المسلمون معه فإذا عبد الله البطال قد أقبل إلى مسلمة ومعه رأس شمعون المقطوع فألقاه بين يدي مسلمة، عند ذلك وثب مسلمة وعاد إلى فرسه وامتطاها فركب المسلمين خيولهم ثم هجم على الروم الذين انهزموا وفروا من ساحة المعركة، وقال أحمد بن أعثم عن هذا: «وانهزمت الروم وولوا الأدبار، وأذعنوا بالذل والصغار...»، ثم سارع الجيش المسلم إلى باب عمورية فدخلوها عنوة فقتلوا الجنود المقاتلين فيها وغنموا أمتعتها وأموالها.
وكانت غنائم عمورية تزيد على مائتي ألف مثقال من الذهب والفضة، إضافة إلى الأمتعة والبغال والحمير، فكتب مسلمة بن عبد الملك رسالة إلى الخليفة يخبره بالنصر وأخرج الخمس من الغنائم وأرسلها إليه وقام بتوزيع باقي الغنائم على الجيش. وقال أحد الجنود قصيدة عن الفتح يقول في مطلعها:

## ما بعد المعركة
حسب ابن أعثم الكوفي فإن مسلمة سار بعد ذلك بذات الجيش ففتح ثلاث مدن بيزنطية يُقال لهن «قفورية»  و«السماوة الكبرى»  و«المسيحية»، بينما حسب ابن كثير وابن الأثير والطبري فإن مسلمة فتح بذات السنة أيضاً مدينتا هرقلة وقمودية وحصن سورية من أرض الروم، وغزا العباس بن الوليد بن عبد الملك الصائفة من ناحية البذندون.
وفي عام 90 هـ غزا مسلمة بن عبد الملك والعباس بن الوليد بلاد الروم ففتحا حصوناً، وقتلا خلقاً من الروم وغنما وأسرا أناساً كثر منهم، وبذات العام غزا مسلمة سورية من أرض الروم ففتح الحصون الخمسة التي فيه. وفي عام 91 هـ غزا مسلمة الصائفة إلى أرض الروم كالعادة ومعه ابن أخيه عبد العزيز بن الوليد بن عبد الملك. وفي ذات العام قام الخليفة الوليد بعزل عمه محمد بن مروان عن ولاية أرمينية وأذربيجان (يشمل عدة بلدان منها أرمينيا وأذربيجان وجورجيا وأجزاء من ألبانيا) وجعل واليها أخيه مسلمة فتوجه مسلمة إلى جنوب القوقاز فغزا إمبراطورية الخزر ففتح مدن وحصون كثيرة في أراضي الخزر حتى وصل إلى مدينة دربند الواقعة في روسيا وغزاها ثم عاد، بسبب توجهه لقتال الخزر انشغل قليلاً عن الإمبراطورية البيزنطية ولكنه عاد بالعام التالي سنة 92 هـ فغزا الروم مع ابن أخيه عمر بن الوليد بن عبد الملك ففتح ثلاثة حصون هن «ملامسة» و«برجمة» و«الحديد».
وبعد ذلك تتالت صوائف وشواتي مسلمة بن عبد الملك على أرض الروم حتى توجها بحصاره للقسطنطينية عام 98 هـ بعهد أخيه سليمان بن عبد الملك.